# Almdudler

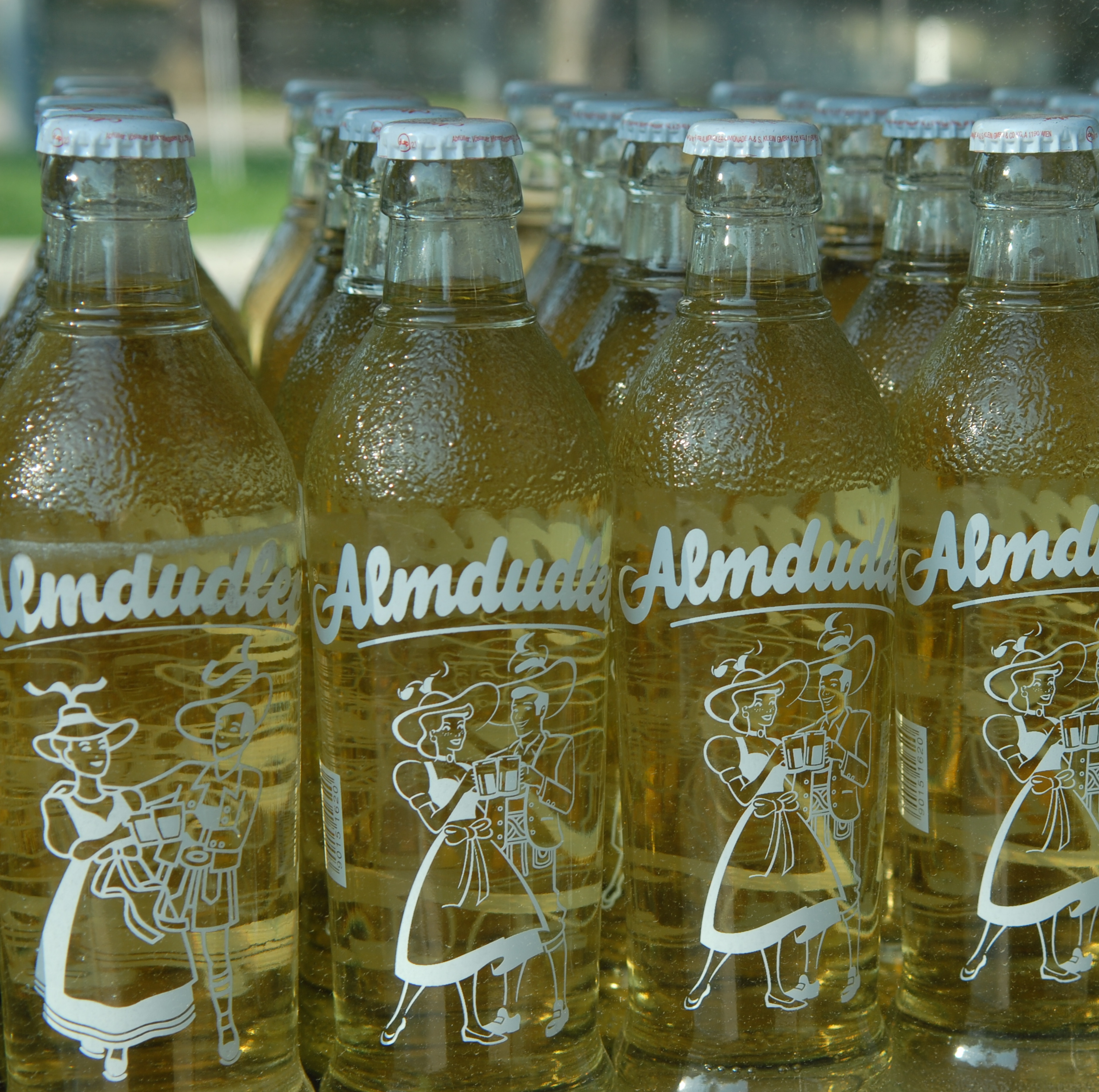
Almdudlerflaskor.

Almdudler är en österrikisk läskedryck. Smakmässigt ligger den mellan Ginger ale och fläder, den är frisk och söt. Drycken är att betrakta som en österrikisk nationaldryck och har mycket stora marknadsandelar. Almdudler säljs av Almdudler Limonade, A. & S. Klein GmbH & Co KG.
Den utvecklades 1957 av en man vid namn Erwin Klein. Det finns olika varianter av drycken, bland annat en som blandats med öl. Annars är det vanligt att den blandas med vitt vin (då kallat Tiroler eller Kaisermischung).
En känd reklamslogan låter Wenn die kan Almdudler hab'n, geh' i wieder ham! - Om de inte har Almdudler, går jag hem!